# Harpactirella
Harpactirella là một chi nhện trong họ Theraphosidae. Chi này gồm 12 loài đặc hữu của Nam Phi, loài Harpactirella insidiosa phân bố ở Maroc.

## Các loài
Chi này gồm các loài:
- Harpactirella domicola Purcell, 1903
- Harpactirella helenae Purcell, 1903
- Harpactirella insidiosa (Denis, 1960)
- Harpactirella karrooica Purcell, 1902
- Harpactirella lapidaria Purcell, 1908
- Harpactirella lightfooti Purcell, 1902
- Harpactirella longipes Purcell, 1902
- Harpactirella magna Purcell, 1903
- Harpactirella overdijki Gallon, 2010
- Harpactirella schwarzi Purcell, 1904
- Harpactirella spinosa Purcell, 1908
- Harpactirella treleaveni Purcell, 1902